# 목걸이 사건

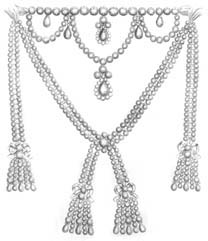
목걸이 디자인 이미지

목걸이 사건(프랑스어: Affaire du collier de la reine)은 1785년, 프랑스 혁명 전 일어난 사기 사건이다. 사건의 주범인 라모트 백작부인이 로앙 추기경에게 접근하여 마리 앙투아네트 왕비가 고가의 다이아몬드 목걸이를 국왕 모르게 타인 명의로 구입하기를 원한다고 속여서 대리구매를 하도록 유도한 후 중간에서 가로챈 전형적인 사기사건이다. 
로앙 추기경은 왕비에게 잘 보여서 관료로 성공하고자 하는 출세욕이 강했으나 왕비 마리 앙투아네트와의 사이가 원만하지 못했다. 이를 간파한 라모트 백작부인은 자신이 왕비와 친하다고 거짓행각을 벌이며 왕비의 친필 편지와 서명을 위조하는 등 여러 방법을 동원하여 로앙 추기경을 속였다. 본래 이 목걸이는 루이 15세가 주문했던 것이었으나 루이 15세가 갑자기 사망하면서 주인을 잃은 물건이었다. 보석상은 루이 16세와 마리 앙투아네트에게 팔려고 했으나 실패했었다.
왕비에게 대신 전달하겠다며 가로챈 고가의 다이아몬드 목걸이는 해체된 후 국외로 반출되어 판매되었고 사건의 전모는 수사와 재판을 통해서 드러났다. 그러나 이 사건과 마리 앙투아네트는 무관하며 왕비는 결백하다는 사건의 진상이 드러났음에도 불구하고 시민들은 이를 믿지 않았으며 왕비의 체면과 위신은 더욱 크게 손상되었다. 그 이유는 왕실과 귀족들의 사치스럽고 방탕한 생활때문에 국민적 신뢰가 이미 무너졌으며, 특히 지난 200 여년간 왕비의 모국인 오스트리아와 프랑스간에 오랜 숙적 관계를 유지하며 국민적 감정의 골이 너무 깊었기 때문이었다. 국민의 상처에 대한 치유는 방기한채 이해관계를 쫓아 왕실간에 맺은 성급한 화해 때문에 빚어진 부작용이라 할 수 있다. 
이 사건으로 인해 훗날 프랑스 혁명기에 성난 민심을 달래기 위해 희생양이 필요했던 혁명 정부는 왕비를 단두대로 처형하게 되는 원인이 되었다. 목걸이 사건 소식을 접한 괴테는 프랑스 혁명의 서곡이라는 함축성 있는 표현을 했다고 한다. 그 만큼 혁명 직전 프랑스 궁정생활의 부패를 잘 드러낸 상징적 사건이다.

## 배경

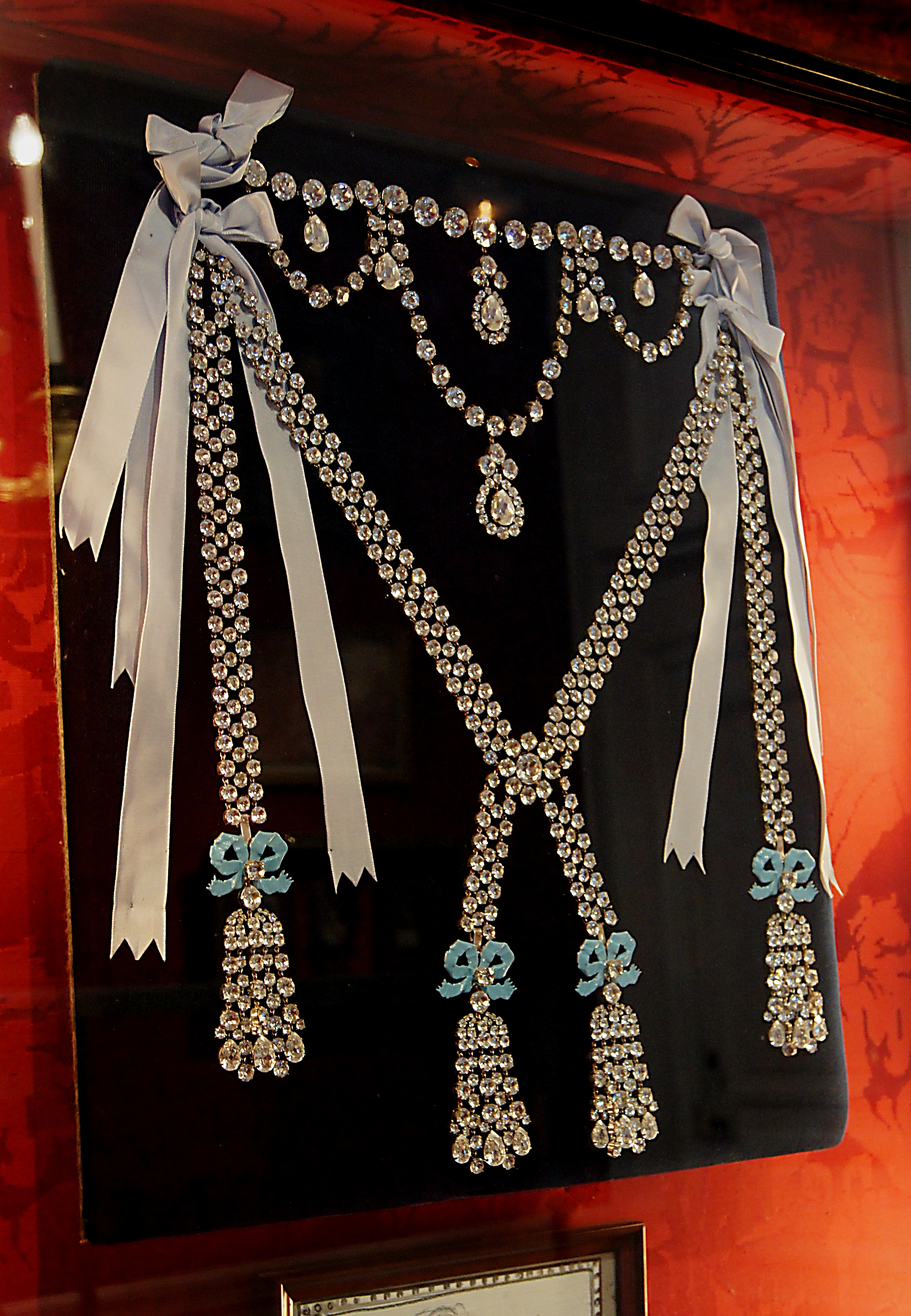
복원된 목걸이 모형

1772년 루이 15세는 자신의 애첩 뒤바리 백작 부인에게 200만 리브르 정도의 고가이면서 특별한 선물을 하기로 했다. 당시 뒤바리 백작부인은 애첩 퐁파두르 부인를 이어 루이 15세의 공식적인 정부(情婦, 메트레상티트르)였으며 루이 15세는 그녀에게 푹 빠져 있었다. 루이 15세는 파리의 보석업자에게 가장 좋은 다이아몬드 목걸이를 만들어 달라고 주문했다. 보석상 샤를르 뵈이머와 파트너인 폴 바상주는 루이 15세의 주문을 받아 크고 작은 540개의 다이아몬드로 구성된 160만 리브르짜리 목걸이 제작 작업에 들어갔다.  
목걸이 제작 작업은 적절한 다이아몬드를 수집하고 그외에도 많은 재료들을 구입하며 제작해야 했으므로 오랜 시간이 소요되었다. 그런데 1774년에 갑자기 루이 15세가 천연두로 사망 해버렸다. 또한 그의 손자 루이 16세는 왕비 마리 앙투아네트와 관계가 그리 원만치 못했던 뒤바리 부인을 추방해 버렸다. 이로 인해 계약은 흐지부지되어 버렸다. 
고액의 상품을 떠안게 된 뵈이머는 이것을 마리 앙투아네트에게 팔려고 했지만, 워낙 고가의 상품이었기 때문에 선뜻 구입을 하지 않았다. 그래서 뵈이머는 왕비와 친하다고 소문난 라모트 백작 부인에게 중재를 의뢰했다. 의뢰를 받은 라모트 백작 부인은 목걸이를 가로챌 계획을 세웠다. 그래서 사기사건에 동참할 문서 위조 전문가와 적당히 이용해먹을 어리숙한 대상을 물색했다. 그녀의 눈에 걸려든 사람은 명문가 출신으로 부유하고 출세욕이 강했으나 마리 앙투아네트와 관계가 원만치 못해 전전긍긍하던 로앙 추기경이었다.
궁정사제장의 지위에 있었던 로앙 추기경은 스트라스부르의 명가 출신의 성직자이면서 매우 방탕한 모습으로 알려져 있었기 때문에 마리 앙투아네트에게 미움을 받고 있었다. 하지만 추기경은 포기하지 않고, 언젠가 왕비에게 잘 보여 재상으로 출세하려고 했다.

## 사건

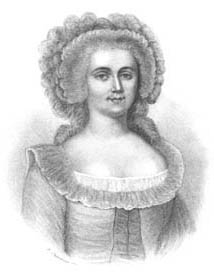
잔느 드 셍레미 드 발루아

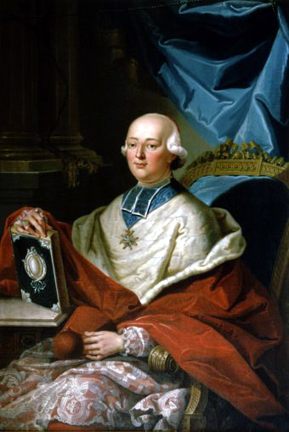
로앙 추기경

스스로를 잔느 드 셍레미 드 발루아(이하 라모트 백작부인)라고 부르는 사기꾼, 라모트 백작부인은 앙리 2세의 사생아의 후손으로 군인인 니콜라 드 라 모트와 결혼을 했으며, 왕이 주는 적은 연금으로 생활하고 있었다.
1784년 3월 라모트 백작부인은 오스트리아 주재 프랑스 대사였던 로앙 추기경에게 접근하여 애첩이 되었다. 마리 앙투아네트는 자신과 모국인 오스트리아에 대해 안좋은 소문을 퍼뜨린적이 있는 로앙 추기경을 멀리하고 있었다. 로앙 추기경은 과거에 자신의 경솔했던 행동들을 후회하며 왕국에 중용되기 위해 왕비의 호감을 사려했다. 라모트 백작부인은 남편의 친구이자, 정부인 레토 드를 통해 궁정을 출입하고 있었고, 추기경에게 왕비와 자신의 친분과 왕비의 취향을 잘 알고 있다고 설명했다. 이런 이야기를 듣자마자 로앙 추기경은 왕비의 호감을 얻기 위해 백작부인에게 도움을 요청했다. 
추기경은 라모트 백작부인에게 여왕과 밤중의 비밀스런 회동을 졸랐다. 그리하여 그런 만남을 1784년 8월에 잡았다. 추기경은 베르사유 궁전 정원의 작은 숲에서, 여왕이라고 믿은 한 여자를 만난다. 이 여자는 사실 니콜 르과이 돌리바라는 창녀였으며, 그녀는 왕비와 닮았다는 이유로 잔느에게 고용되었다. 추기경은 들리바에게 장미를 주었고, 여왕 역을 하는 그녀는 그에게 과거의 유감은 잊어버리겠다고 약속을 한다.
라모트 백작부인은 추기경의 믿음을 이용하여 여왕의 자선사업에 쓸 돈이라고 말하면서, 그에게서 많은 돈을 빌렸다. 이런 과정으로 부유해진 라모트 백작부인은 귀족사회로 진출할 수 있었다. 그녀가 공공연하게 왕비와의 친분을 떠벌리고 다녔기 때문에, 많은 이들이 왕비와 그녀의 관계가 진짜인줄 알았다.
보석상 샤를르 뵈이머와 파트너인 폴 바상주는 보석을 매각하기 위해 그녀를 이용하기로 했다. 처음에 그녀는 그들의 수수료를 거부했지만, 이후에는 마음을 바꿔 그 제안을 받아들였다.
1785년 1월 21일, 라모트 백작부인은 추기경에게 왕비가 목걸이를 국왕 몰래 사고 싶다는 말을 꺼낸다. 하지만 어려운 시기였기 때문에 공공연하게 그렇게 비싼 구매는 원치 않는다는 말을 꺼내면서, 왕비가 추기경에게 비밀중계상이 되어주기를 원한다고 말한다. 얼마 후 로앙 추기경은 200만 리브르짜리 목걸이 가격을 협상을 하여 분할납입하기로 하고 한다. 추기경은 그 구매에 대한 여왕의 위임장을 가지고 있다고 주장했으며, 손으로 쓴 여왕의 협상조건을 보석상에게 보여준다. 추기경은 그 목걸이를 가지고 라모트 백작부인 집으로 가서, 라모트 백작부인에게 넘겨주었다. 라모트 백작부인의 남편은 그 목걸이를 가지고 런던으로 몰래가서, 다이아몬드를 따로따로 팔기위해 분해를 한다.

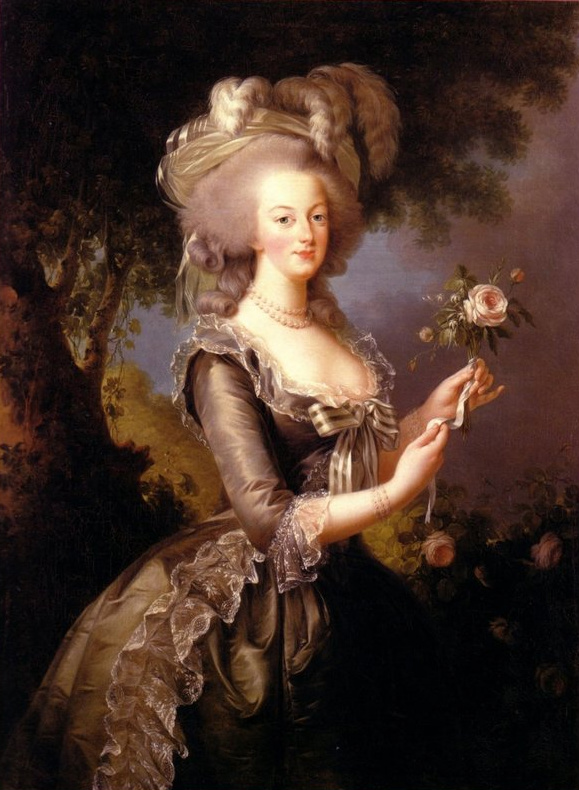
프랑스의 왕비, 마리 앙투아네트

비용 지불일이 다가오자 라모트 백작부인은 추기경의 수표로 지불을 했지만, 충분하지 않자 뵈이머는 여왕에게 불평을 늘어놓지만, 여왕은 목걸이를 받은 적도, 주문한 적도 없다고 말을 한다. 왕비는 협상 내용에 대해서 말을 들었고, 대반전이 일어나게 된다. 1785년 8월 15일, 성모승천일 궁정대신들이 예배를 보기 위해 왕과 왕비를 기다리고 있을 때, 식을 주관하는 로앙 추기경이 국왕 부부와 내무장관이 브리테이 앞에 불려온다. 로앙 추기경은 "마리 앙투아네트 드 프랑스"라고 서명한 편지를 내놓는다. 왕족은 성을 사용하지 않기 때문에 그것을 읽은 루이 16세는 추기경이 자신을 기만했다고 분노한다. 로앙 추기경은 체포되어 바스티유 감옥으로 끌려갔고, 그곳에서 왕비라고 생각했던 이와 주고받았던 서신을 파기한다. 게다가 라모트 백작부인은 그가 그 서신들을 파기한 3일 후까지 체포되지 않았다.
경찰은 그녀와 연관된 모든 사람들을 수사하기 시작했고, 창녀인 니콜 드과이 돌리바, 궁전 출입을 허가한 레토 드 빌레트 등을 체포했으며, 그에게 그 편지가 자신이 여왕의 서명을 도용하여 쓴 것이라고 자백했다. 이 사건에 대해 그게 관계되었다는 것에는 의문이 들지만, 유명한 사기꾼인 알레산드로 칼리오스트로도 또한 체포되었다.
1786년 5월 31일 이 떠들석한 사건의 재판에서 추기경과 창녀 니콜, 칼리오스트로는 무죄판결을 받았다. 라모트 백작부인은 유죄선고를 받고, 채찍형과 낙인형을 언도받아 창녀들이 수감되는 감방에 갇혔다. 그러나 태형과 낙인형은 집행되지 않았다. 다음 해 7월 그녀는 소년으로 변장해서 감방을 탈옥한다. 그녀가 도망을 가자 남편이 유죄선고를 받아서 종신형으로 갤리선으로 보내졌다. 빌레트는 추방되었다.

## 영향
프랑스에서는 이 사건은 사실과는 달리 왕비의 음모에 의한 것으로 소문나고, 마리 앙투아네트를 싫어하는 여론이 강해졌다. 또한 국왕 루이 16세는 판결 직후 무죄를 선고받은 로앙 추기경을 궁정사제장에서 파면하고, 오베르뉴의 세즈 디유 대수도원으로 좌천하게 하여 국민의 반감을 샀다. 로앙 추기경은 원래 평판이 나쁜 타락한 성직자였지만, 그의 좌천을 욕하는 많은 사람들은 그것을 몰랐다. 사실 이 사건으로 대부분 세상에 나오지 않았던 마리 앙투아네트의 명성을 결정적으로 깎아내렸다.

## 참고 문헌
- Fraser, Antonia (2001). 《Marie Antoinette, The Journey》. Anchor. ISBN 0-7538-1305-X.
- A Famous Necklace 보관됨 2014-08-20 - 웨이백 머신 On the Necklace of Marie Antoinette, by E. Orpen, "Stories about Famous Stones".
- 본 문서에는 현재 퍼블릭 도메인에 속한 브리태니커 백과사전 제11판의 내용을 기초로 작성된 내용이 포함되어 있습니다.
- Alexander Lernet-Holenia: Das Halsband der Königin (The Queen's Necklace, Paul Zsolnay Verlag, Hamburg/Vienna, 1962, historical study on the affair of the diamond necklace)